# Simson och Delila (miniserie)
Simson och Delila är en tysk / amerikansk / italiensk miniserie från 1996.

## Handling
Officiell handling: "Redan från födseln är hans öde förutbestämt. Han, Simson, ska befria Israel från filistéernas förtryck. Hans styrka är redan i unga år enorm och omtalad. Det dröjer dock innan han infriar folkets förhoppningar och blir deras ledare. Med list och styrka besegrar han filistéerna gång på gång. Allting ändras emellertid då han möter den vackra Delila, en kvinna vars intentioner inte är helt ärliga."

## Om filmen
- Följer efter avsnitten: Genesis, Abraham, Jacob, Josef och Moses.
- Del 9 och 10 av 21 i Bibelserien.

## Rollista (urval)
- Eric Thal – Simson
- Elizabeth Hurley – Delila
- Dennis Hopper – General Tariq
- Diana Rigg – Mara